# Pierre de Maricourt
Pour les articles homonymes, voir Maricourt.
Compléments
Analyse détaillé du pivotement de l'aiguille des boussoles
Pierre de Maricourt, surnommé Petrus Peregrinus (« Pierre le Pèlerin »), est un savant du Moyen Âge qui vécut au XIIIe siècle, connu pour avoir rédigé le premier traité sur les propriétés des aimants, en 1269.

## Biographie
Sous le nom de Magister Petrus de Maharncuria, Picardus, il est cité par son disciple Roger Bacon dans son Opus Maius en tant que seul auteur de son temps qui a possédé une connaissance exacte de la perspective.
Selon Bacon, il serait originaire de Picardie, du village de Maricourt, près de Péronne, dans l'actuel département de la Somme.
Ce solitaire se consacrait à l'étude de la nature, de la métallurgie, il créa un modèle d'armure pour Louis IX et son armée.
Dans une des copies de son manuscrit, il est précisé à la fin :  Actum dans castris dans obsidione Luceriæ anno domini 1269 º 8 º filière Augusti ("Fait dans le camp pendant le siège de Lucera , 8 août, 1269 "). Le siège de Lucera, dans les Pouilles, par le roi de Sicile, Charles Ier d'Anjou, ayant reçu l'approbation du pape, s'apparentait donc à une croisade. C'est peut-être ce qui incita ses contemporains à attribuer à Pierre de Maricourt le surnom de Pèlerin.
C'est le seul épisode de sa vie connu. Peut-être était-il présent à Lucera en tant qu'ingénieur de Charles Ier de Sicile.

## Œuvre
Il a laissé un traité remarquable sur l'aimant, Epistola Petri Peregrini de Maricourt ad Sygerum de Foucaucourt, militem, de magnete (Lettre de Peter Peregrinus de Maricourt à Sygerus de Foucaucourt, soldat, au sujet de l'aimant).
L'Epistola de magnete est divisé en deux parties :
- la première, un modèle de raisonnement inductif basé sur des expériences définies et correctement interprétées, a déterminé les lois fondamentales du magnétisme. Son apport essentiel n'est pas la découverte de ces lois mais leur présentation dans un ordre logique. Il améliore le principe de la boussole connu en Occident depuis le  XIIe siècle et décrit le compas[1].

- la seconde est plus faible. Il s'agit d'une tentative d'exposé sur la prétendue capacité des aimants à réaliser le mouvement perpétuel.

Au Moyen Âge, la préoccupation de trouver la clé du mouvement perpétuel est grande. En 1326, Thomas Bradwardine cite Pierre de Maricourt dans son Tractatus de proportionibus et les docteurs de l'université d'Oxford utilisent fréquemment son Epistola de magnete. Les manuscrits le contenant sont très nombreux, et il a été imprimé un certain nombre de fois. La première édition a été publiée à Augsbourg, en 1558, par Achilles Gasser. En 1572, Jean Taisnier le plagie dans son Opus matematica. William Gilbert a reconnu sa dette envers Pierre de Maricourt et a incorporé les expériences de ce scientifique du XIIIe siècle sur le magnétisme à son propre traité, appelé De Magnete.
L'Epistola de magnete a été publiée par Guillaume Libri, mais cette édition était pleine d'erreurs. Des éditions correctes ont été éditées par P.D. Timoteo Bertelli et G. Hellmann. Une traduction en anglais a été faite par Silvanus P. Thompson et par Brother Arnold en 1904. Une traduction française, assortie du texte latin et accompagnée de commentaires, a été publiée en 1975 par la Revue d'histoire des sciences.